# Пивна вежа

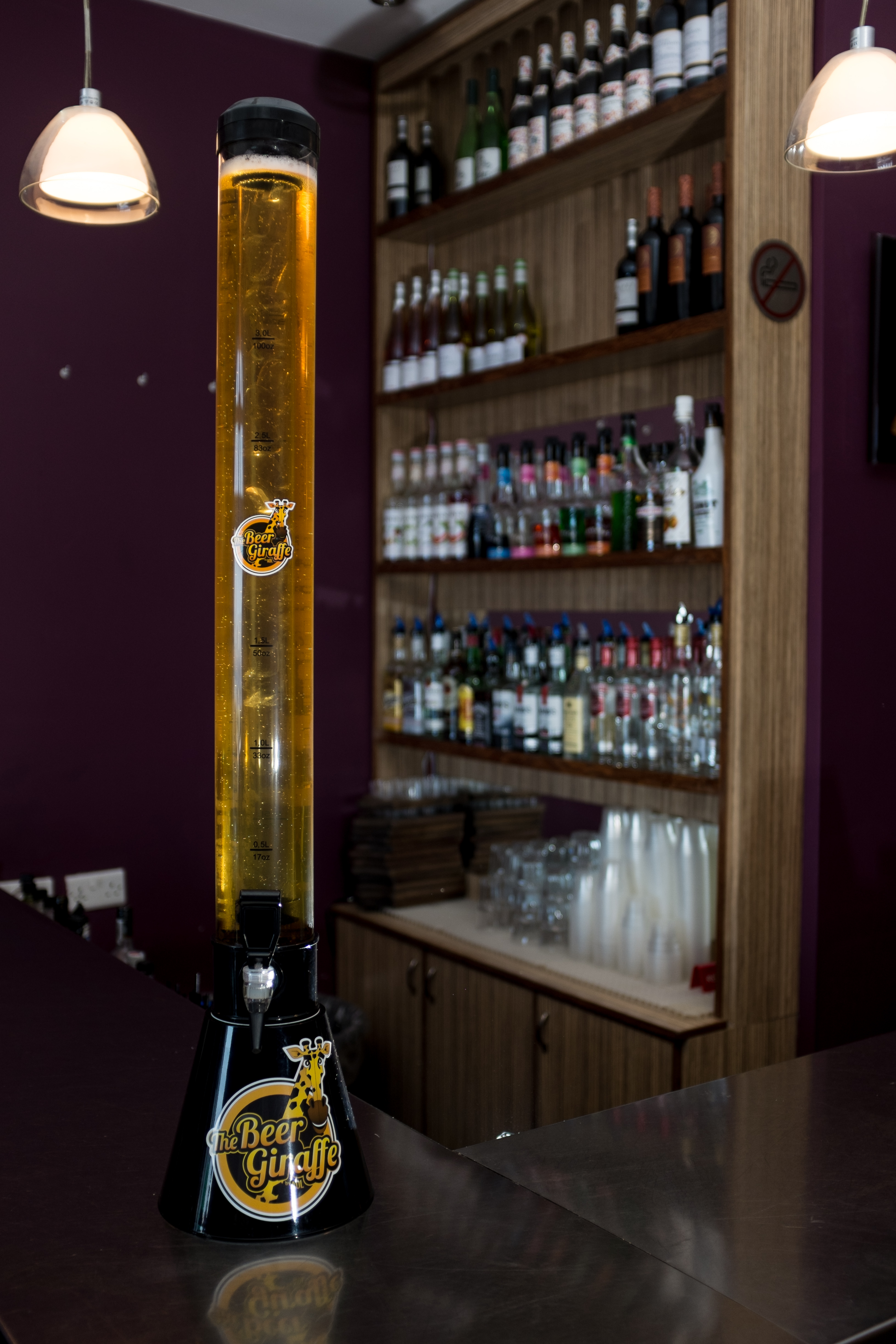
Пивна вежа конічної форми

Пивна вежа, ще відома як портативний пивний кран або жирафа — пивний дозувальний прилад, зазвичай присутній в барах та пабах. Згідно задуму, її замовляють для гурту людей, аби кожен самостійно наливав собі пива, замість щоразу замовляти окремо.
Прилад буває різних розмірів, найчастіше він є вдічі-втричі більшим за пивний глечик, що вміщує близько 1.4–1.8 літрів пива. Зазвичай вежа є пластиковим циліндром заввишки близько 120 см, приєднаним знизу до охолоджувального пристрою. Деякі пивні вежі складаються з концентричних циліндрів: центрального з льодом, що підтримує необхідну температуру пива у зовнішньому, що власне і містить пиво. Повна вежа вміщує 3.9 літрів рідини.

## Історія

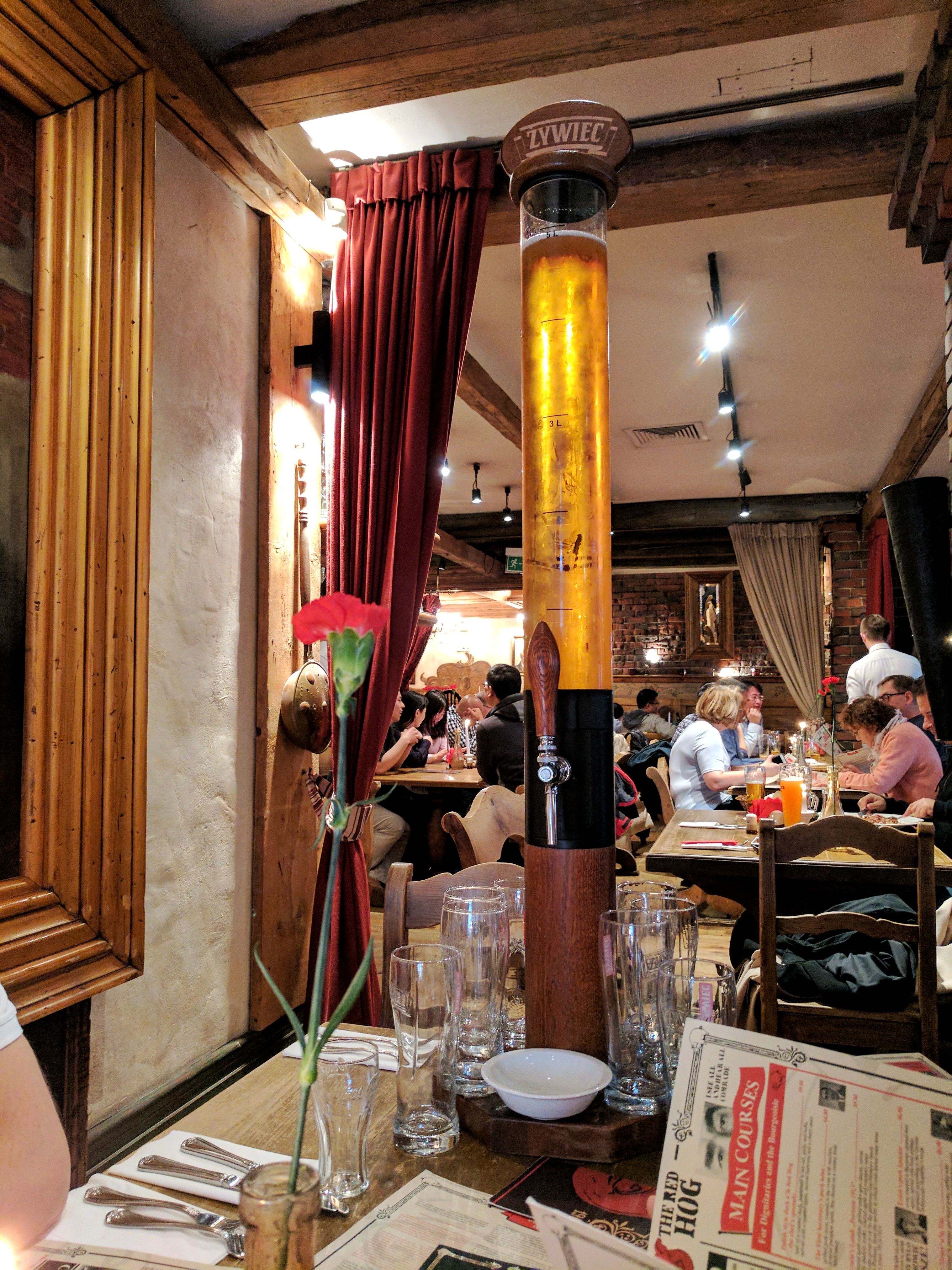
Пивна вежа у Варшаві (Польща)

Предком сучасної пивної вежі була так звана переносна бочка з краном (англ. portable keg tap), чи бочка для пікніку (англ. picnic tap), оскільки прилад здебільшого використовували не у приміщенні, а на відкритих подіях на кшталт пікніку. Тогочасні прилади були значно більшими за сучасні пивні вежі.

## Використання

### Південно-східна Азія та Австралія
Пивні вежі є популярними в барах та клубах в Таїланді, Малайзії, Сінгапурі та Філіппінах. З 2012 року вони з'явились в австралійських барах.

### Сполучені штати
У березні 2011 року, служби ліцензування Бостона заборонили закладам подавати пиво у пивних вежах. Натомість, зазначили необхідність запитувати дозвіл на їх використання.